# Kirchschlag bei Linz
Kirchschlag bei Linz település Ausztriában, Felső-Ausztria tartományban, az Urfahrkörnyéki járásban. Tengerszint feletti magassága 896 méter, területe 16,78 km².

## Elhelyezkedése
Kirchschlag bei Linz Zwettl an der Rodl, Sonnberg im Mühlkreis, Hellmonsödt, Altenberg bei Linz, Linz, Lichtenberg és Eidenberg településekkel határos.

## Népesség
| 2016 | 2 103 |
| 2018 | 2 138 |